# Fiat Chrysler Automobiles
Fiat Chrysler Automobiles N.V. (FCA) a fost o corporație multinațională italo-americană cunoscută în principal ca producător de automobile, vehicule comerciale, piese auto și sisteme de producție.